# Iphiculus
Iphiculus is een geslacht van kreeftachtigen uit de klasse van de Malacostraca (hogere kreeftachtigen).

## Soorten
- Iphiculus convexus Ihle, 1918
- Iphiculus spongiosus Adams & White, 1849